# Too Much to Ask
«Too Much to Ask» es una canción del cantante irlandés Niall Horan, se lanzó a través de Capitol Records como el tercer sencillo de su álbum de estudio debut, Flicker, el 15 de septiembre de 2017. Horan coescribió la canción junto a Jamie Scott. Comercialmente, alcanzó el top 10 en Hungría, Irlanda y Escocia, así como el top 20 en Australia, Bélgica, Líbano, Malasia, Países Bajos y Eslovaquia.

## Antecedentes
Horan a través de sus redes sociales comento que la canción es "muy especial" para él y se destaca como una de sus favoritas en el álbum. En una entrevista con BBC News el cantante opinó sobre la pista: "Obviamente me gustaría que fuera al número uno, ese sería el sueño, pero es lo que es. Si se está recibiendo mucho amor y salta al número dos o al número tres, no me importa". En la publicación promocional del sencillo en las redes sociales, Horan fue fotografiado de pie a la izquierda en la escalera mecánica en el metro de Londres. "Escribí esta canción el día después de escribir «This Town», así que sentí que había tenido un buen comienzo cuando comencé a escribir el álbum. Es una canción muy bonita y hermosa y significa mucho para yo. Simplemente no puedo esperar a que la gente lo escuche. Espero que se crucen los dedos para que a la gente le guste, obviamente es muy diferente a «Slow Hands»", explicó Horan en una entrevista de Smallzy's Surgery.

## Recepción crítica
Mike Wass de Idolator, fue positivo acerca de la canción y dijo: "La carrera en solitario de Niall Horan continúa fortaleciéndose con la llegada de «Too Much to Ask», una tierna balada sobre el anhelo de un ex, la canción muestra el enfoque simple y sincero del irlandés". Y lo llamó "una canción bellamente elaborada" con un "arreglo de piano melancólico".

## Vídeo musical
Niall subió el audio oficial el día del lanzamiento a su cuenta de YouTube Vevo y luego el video musical oficial seis días después, el 21 de septiembre de 2017. Fue dirigido por Malia James. Jon Blistein de Rolling Stone explicó el video en su reseña sobre el video de la canción, escribiendo: "El clip dirigido por Malia James encuentra a Horan luchando con el amor perdido mientras canta las letras conmovedoras y nostálgicas en una habitación vacía. Horan encuentra consuelo mientras comparte una pinta y toca la melodía con sus compañeros, aunque el clip termina con el músico luchando con la soledad mientras deambula por las calles de Londres".

## Posicionamiento en listas
| Listas (2017-2018)                        | Mejor posición |
| ----------------------------------------- | -------------- |
| Alemania (Media Control Charts)           | 61             |
| Australia (ARIA)                          | 19             |
| Austria (Ö3 Austria Top 40)               | 29             |
| Bélgica (Ultratop 50) Flanders            | 18             |
| Bélgica (Ultratop 50) Wallonia            | 47             |
| Canadá (Canadian Hot 100)                 | 41             |
| Escocia (Official Charts Company)         | 9              |
| Eslovaquia (Radio Top 100)                | 37             |
| Eslovaquia (Singles Digitál Top 100)      | 18             |
| España (PROMUSICAE)                       | 26             |
| Estados Unidos (Billboard Hot 100)        | 66             |
| Estados Unidos (Adult Contemporary)       | 24             |
| Estados Unidos (Adult Top 40)             | 17             |
| Estados Unidos (Dance Club Songs)         | 1              |
| Estados Unidos (Mainstream Top 40)        | 18             |
| Francia (SNEP)                            | 37             |
| Hungría (Single Top 40)                   | 8              |
| Hungría (Stream Top 40)                   | 36             |
| Irlanda (IRMA)                            | 6              |
| Italia (FIMI)                             | 65             |
| Japón (Japan Hot 100)                     | 29             |
| Líbano (Lebanese Top 20)                  | 14             |
| Malasia (RIM)                             | 14             |
| Noruega (VG-lista)                        | 32             |
| Nueva Zelanda Heatseekers (RMNZ)          | 1              |
| Países Bajos (Dutch Top 40)               | 12             |
| Países Bajos (Single Top 100)             | 20             |
| Portugal (AFP)                            | 44             |
| Reino Unido (UK Singles Chart)            | 24             |
| República Checa (Singles Digitál Top 100) | 29             |
| Suecia (Sverigetopplistan)                | 34             |
| Suiza (Schweizer Hitparade)               | 37             |

## Certificaciones
| País (organismo certificador) | Certificación | Unidades certificadas |
| ----------------------------- | ------------- | --------------------- |
| Australia (ARIA)              | 2x Platino    | 140 000               |
| Bélgica (BEA)                 | Oro           | 15 000                |
| Canadá (Music Canada)         | Platino       | 80 000                |
| Estados Unidos (RIAA)         | Oro           | 500 000               |
| Italia (FIMI)                 | Oro           | 25 000                |
| Noruega (IFPI)                | Oro           | 30 000                |
| Reino Unido (BPI)             | Plata         | 200 000               |

## Historial de lanzamiento
| País           | Fecha                    | Formato                     | Versión              | Discográfica | Ref    |
| -------------- | ------------------------ | --------------------------- | -------------------- | ------------ | ------ |
| Varios         | 15 de septiembre de 2017 | Descarga digital, Streaming | Original             | Capitol      | [ 47 ] |
| Italia         | 29 de septiembre de 2017 | Contemporary hit radio      | Original             | Universal    | [ 48 ] |
| Estados Unidos | 10 de octubre de 2017    | Contemporary hit radio      | Original             | Capitol      | [ 49 ] |
| Varios         | 10 de octubre de 2017    | Descarga digital, Streaming | TRU Concept remix    | Capitol      | [ 50 ] |
| Varios         | 10 de octubre de 2017    | Descarga digital, Streaming | Cedric Gervais remix | Capitol      | [ 51 ] |
| Varios         | 3 de noviembre de 2017   | Descarga digital, Streaming | Acústico             | Capitol      | [ 52 ] |